# ニュー・ウェイヴ (音楽)
音楽におけるニュー・ウェイヴ（英語: new wave）は、1970年代後半から1980年代前半にかけて流行したロックの一ジャンルである。

## 概要
ニュー・ウェイヴは、パンク・ムーブメントによってロック音楽を取り巻く状況が激変したイギリスにおいて、ポストパンクやディスコ、ワールド・ミュージック、現代音楽や電子音楽といったさまざまな影響によって成立した。
ただし、すべての分野における「新しい波」ではなく、1970年代後半から1980年代前半という特定の時期のロックおよび、その周辺ジャンルに限定して適用される音楽用語である。

## 歴史

### 前期
1970年代半ば、それまでロックとして勢いがあったハードロック、プログレッシブ・ロックなどが徐々に停滞状況を迎えた。社会的には1973年に起きた石油ショックなどにより、世界的な不況に覆われていた。そうした閉塞感の中で、アンダーグラウンドな活動だったニューヨーク・パンクの少し後、1976年頃に勃興したのがセックス・ピストルズ、ダムド、ザ・クラッシュなどによるロンドン・パンクである。パンクスの若者たちは、ザ・フー、ストゥージズらに在ったロック本来の初期衝動を復活させることに腐心した。が、ジョニー・ロットンは1978年に「ロックは死んだ」と宣言してピストルズを脱退し、パブリック・イメージ・リミテッドを結成した。
「New Wave」という言葉は、1977年8月頃に英『メロディ・メイカー』紙が、XTCやスクイーズなどを紹介する記事の中ではじめて使ったという。
1973年にロキシー・ミュージックを脱退したブライアン・イーノは翌年以降、前衛的なものやアンビエントのソロ・アルバムを発表し、1977年にはデヴィッド・ボウイの『ロウ』をプロデュースした。そのボウイはイギー・ポップのアルバムをプロデュースした。
アメリカでは、ニューヨークのクラブCBGBやマクシズ・カンザス・シティにて、ブロンディ、トーキング・ヘッズ、B-52'sなど、ニューウェイヴ・バンドの演奏が行われた。
1974年にイギリス中部の工業都市にて結成されたキャバレー・ヴォルテールは実験的エレクトロニクス・ユニットの元祖的な存在だった。彼らは、ノイズミュージック集団だったスロッビング・グリッスルらとともに、インダストリアルと呼ばれた。
イギリスのラジオDJ、ジョン・ピールは有望なミュージシャンを紹介し、アンダートーンズ、ザ・フォールなどを非常に熱心に応援していた。

### 後期
1983年頃から人気を博したアダム&ジ・アンツ、デュラン・デュラン、ヴィサージなどのグラム・ロックに影響を受けたバンドは、ニュー・ロマンティクスと呼ばれた。
また彼らを筆頭にイギリス勢は、MTV文化も利用してアメリカ進出を果たし、第2次ブリティッシュ・インヴェイジョンとしてヒット・チャートを賑わせた。
一方でパンクやニュー・ウェイヴは、既存の音楽産業に取り込まれて産業ロック化することを拒んでいたため、インディーズ・レーベルと呼ばれる自主制作やマイナー・レーベルが設立されていった。
1980年代に登場したR.E.M.、U2、ザ・スミスやジーザス&メリーチェインもニューウェイヴに含む場合が多い。

### 日本
日本では、LIZARD、S-KENなどのアンダーグラウンドのバンドたちが1978年（昭和53年）頃から東京ロッカーズとして定期的にギグを始めていた。
当時の日本におけるニューウェイヴの定義は、英国のパンク・ムーブメントの後に登場した、新しいスタイルのロック・ミュージックというもので、その定義は曖昧だった 。
テクノ御三家（P-MODEL、ヒカシュー、プラスチックス）及びYMO等の活動についてはテクノポップを参照。
1998年頃には『ネオ・ニューウェイヴ』というリバイバルムーブメントがインディーズシーンを中心に発生しており、また00年代以降も山口一郎率いるサカナクションをはじめニューウェイヴ的要素を楽曲に取り入れて活動するアーティストが複数現れるなど、後年のJ-POPシーンにも一定の影響を与えている。